# Моховые горы (станция)
Моховые горы — тупиковая пассажирская железнодорожная станция Горьковской железной дороги Нижегородской области, находится на железнодорожной ветке Нижний Новгород — Моховые горы, в центре города Бор. Расположена в 20 км от Нижнего Новгорода, время движения до станции 40 минут.

## История
Деревянное здание вокзала было построено в 1927 году по проекту архитектора Алексея Щусева. Появление железной дороги на Бору было связано со строительством магистрали Нижний Новгород  — Котельнич. Именно на Бор, а точнее на берег Волги приходила магистральная дорога из Котельнича. На берегу Волги поезда разгружались и далее водным транспортом доставлялись до пристаней Нижнего Новгорода.
Движение по магистрали было открыто в 1927 году, а уже в 1931 году был открыт железнодорожный Волжский мост. После этого значение железной дороги на Бору и пристани и станции Моховые Горы сильно упало, тем не менее она продолжала работать для нужд стремительно растущего города Бора. После постройки второго Волжского моста с автомобильной дорогой регулярное пассажирское сообщение с Бором прекратилось, а пассажирские перевозки стали выполняться автобусами.
Пассажирское движение до Моховых Гор было восстановлено только в 1990-е годы в виде дизель-поезда Д1 и вагонов с тепловозом 1—2 рейса в сутки.
Очевидная необходимость пассажирских перевозок в данном направлении стала видна в 2000-е годы, когда на подъездах к единственному мосту через Волгу в Нижнем Новгороде стали скапливаться многокилометровые пробки. Когда было принято решение закрыть Борский мост на капитальный ремонт, было решено электрифицировать участок Толоконцево — Моховые Горы и запустить на нём электропоезда. Первый электропоезд проследовал по ветке Толоконцево — Моховые Горы в 2007 году.
В 2015 году был открыт новый вокзал станции Моховые Горы.
С 2022 года станция является конечной для первой линии Нижегородских центральных диаметров (НЦД), соединяющей города Нижний Новгород и Бор.